# چاهولتس
چاهولتس (به مجاری:  Csaholc) یک منطقهٔ مسکونی در مجارستان است که در سابولچ-ساتمار-برگ واقع شده‌است. چاهولتس ۱۹٫۳۵ کیلومتر مربع مساحت و ۵۵۹ نفر جمعیت دارد.